# 聯合公園獲獎與提名列表
聯合公園（Linkin Park）是來自美國加州亞哥拉山（Agoura Hills）的搖滾樂團。樂團最初是由三個高中時代的好友組成，聯合公園最初由麥克·篠田、布萊德·達爾森和羅伯·博登發起。在高中畢業後，這些來自加州的音樂家決定認真發展他們的音樂事業，他們找來了喬瑟夫·漢恩（Joe Hahn）、戴維·法雷爾（Dave Farrell）和馬克·維克菲爾（Mark Wakefield）加入樂團，並取名為「Xero」。雖然資源有限，但在1996年樂團開始錄製和製作歌曲，而他們的錄音室是由麥克·篠田的房間改裝而成。在他們與唱片公司簽約失敗之後，樂團內部的爭執和緊張氣氛開始浮現，而在過程中遇到的挫折和僵局，讓當時的主唱維克菲爾決定離開樂團，尋求其他的發展機會。戴維·法雷爾也離開了樂團，加入「Tasty Snax」和其他樂團進行巡迴演唱。
之後樂團招募主唱，後來選定了查斯特·班寧頓當此團主唱後，原本離開本團的戴維·法雷爾重新歸隊，和樂團展開新的音樂之路。
在2000年10月24日，聯合公園推出了首張專輯《混合理論》（Hybrid Theory）。在2001年，樂團贏得葛萊美獎的最佳搖滾專輯獎項。聯合公園的第二張專輯《天空之城—美特拉》（Meteora）在發行第一週就銷售超過八百萬張，並在告示牌排行榜中列為最暢銷專輯。專輯中的單曲〈Breaking the Habit〉贏得MTV亞洲大獎。另一支專輯中的單曲〈Somewhere I Belong〉贏得MTV音樂錄影帶大獎。在《天空之城—美特拉》的成功後，樂團延後了製作新專輯的時間。聯合公園繼續進行巡迴演唱會和其他周邊計畫，在這段期間班寧頓在DJ Lethal的《State of the Art》演出，並與julien-k樂團合作，而篠田則與「Depeche Mode」合作。在2004年，樂團與傑斯（Jay-Z）合作，製作了《衝擊理論》（Collision Course）專輯，其中的單曲〈Numb/Encore〉，在隔年獲得了葛萊美獎，聯合公園的最近期專輯《末日警鐘 毀滅·新生》（Minutes to Midnight）在2007年發行，雖然原本預定是於2006年推出。這張專輯在2007年獲得TMF大獎（TMF Award）提名，而專輯中〈What I've Done〉單曲也獲得MTV音樂錄影帶大獎提名。聯合公園最近在2008年MTV亞洲音樂大獎中贏得亞洲最受歡迎國際藝人（Favourite International Artist of Asia）獎項。總計聯合公園目前共有49個提名記錄，其中贏得24項大獎。

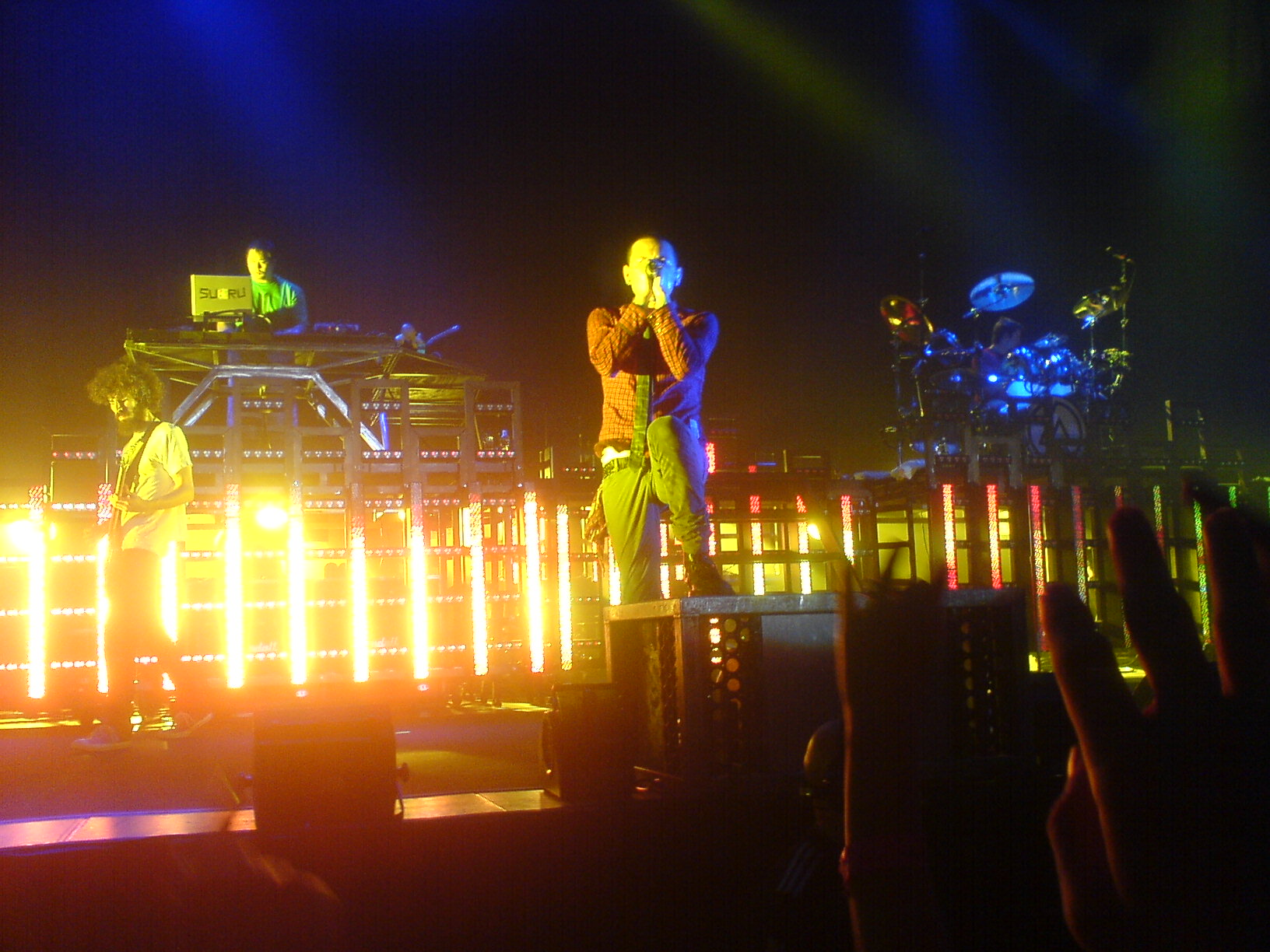
聯合公園獲獎與提名列表 2007

## 全美音樂獎
全美音樂獎（American Music Awards）是獎勵在唱片業界有傑出表現的人物、團體或作品等對象。聯合公園在本獎項中一共獲得八項提名，其中三項獲獎。
| 年份   | 獲提名             | 獎項                                | 結果 |
| ------ | ------------------ | ----------------------------------- | ---- |
| 2003年 | 聯合公園           | 最受喜愛另類藝人                    | 獲獎 |
| 2003年 | 聯合公園           | 最受喜愛流行/搖滾樂團、雙人組或團體 | 提名 |
| 2004年 | 聯合公園           | 最受喜愛另類藝人                    | 獲獎 |
| 2007年 | 聯合公園           | 最受喜愛另類藝人                    | 獲獎 |
| 2007年 | 聯合公園           | 最受喜愛流行/搖滾樂團、雙人組或團體 | 提名 |
| 2007年 | 末日警鐘 毀滅·新生 | 最受喜愛專輯                        | 提名 |

## 葛萊美獎
葛萊美獎（Grammy Award）是由美國國家錄音藝術和科學學院（National Academy of Recording Arts and Sciences）所頒發。聯合公園在本獎項中一共獲得四項提名，其中兩項獲獎。
| 年份   | 獲提名              | 獎項              | 結果 |
| ------ | ------------------- | ----------------- | ---- |
| 2002年 | Crawling（單曲）    | 最佳硬式搖滾演出  | 獲獎 |
| 2002年 | 混合理論            | 最佳搖滾專輯      | 提名 |
| 2002年 | 聯合公園            | 最佳新進藝人      | 提名 |
| 2003年 | Session（單曲）     | 最佳樂器演出      | 提名 |
| 2006年 | Numb/Encore（單曲） | 最佳饒舌/歌唱合作 | 獲獎 |

## MTV歐洲音樂大獎
MTV歐洲音樂大獎（MTV Europe Music Awards）是在由MTV歐洲在1994年成立，是為了表揚在歐洲最受歡迎的音樂錄影帶。聯合公園在本獎項中一共獲得七項提名，其中四項獲獎。
| 年份   | 獲提名             | 獎項         | 結果 |
| ------ | ------------------ | ------------ | ---- |
| 2002年 | 聯合公園           | 最佳硬式搖滾 | 獲獎 |
| 2002年 | 聯合公園           | 最佳團體     | 獲獎 |
| 2003年 | 聯合公園           | 最佳搖滾     | 提名 |
| 2004年 | 聯合公園           | 最佳搖滾     | 獲獎 |
| 2007年 | 聯合公園           | 最佳樂團     | 獲獎 |
| 2007年 | 末日警鐘 毀滅·新生 | 最佳專輯     | 提名 |
| 2007年 | 聯合公園           | Rock Out     | 提名 |

## MTV亞洲大獎
MTV亞洲大獎（MTV Asia Awards）是在亞洲每年舉辦的音樂獎項，由台灣、新加坡、馬來西亞、中國、香港等地的MTV電視台合作舉辦，最早在2002年成立。聯合公園在本獎項中一共獲得六項提名，其中六項全部獲獎。
| 年份   | 獲提名                     | 獎項                 | 結果 |
| ------ | -------------------------- | -------------------- | ---- |
| 2002年 | 聯合公園                   | 最受喜愛突破藝人     | 獲獎 |
| 2003年 | Pts.OF.Athrty（單曲）      | 最受喜愛音樂錄影帶   | 獲獎 |
| 2003年 | 聯合公園                   | 最受喜愛另類藝人     | 獲獎 |
| 2004年 | Breaking the Habit（單曲） | 最受喜愛音樂錄影帶   | 獲獎 |
| 2004年 | 聯合公園                   | 最受喜愛搖滾團體     | 獲獎 |
| 2008年 | 聯合公園                   | 亞洲最受喜愛國際藝人 | 獲獎 |

## MTV音樂錄影帶大獎
MTV音樂錄影帶大獎（MTV Video Music Awards）是在1984年由MTV設立，是為了表揚該年度最佳的音樂錄影帶。聯合公園在本獎項中一共獲得七項提名，其中四項獲獎。
| 年份   | 獲提名                     | 獎項               | 結果 |
| ------ | -------------------------- | ------------------ | ---- |
| 2001年 | Crawling（單曲）           | 最佳音樂錄影帶執導 | 提名 |
| 2001年 | Crawling（單曲）           | 最佳搖滾音樂錄影帶 | 提名 |
| 2002年 | In the End（單曲）         | 最佳搖滾音樂錄影帶 | 獲獎 |
| 2002年 | In the End（單曲）         | 年度最佳音樂錄影帶 | 提名 |
| 2002年 | In the End（單曲）         | 最佳團體音樂錄影帶 | 提名 |
| 2003年 | Somewhere I Belong（單曲） | 最佳搖滾音樂錄影帶 | 獲獎 |
| 2003年 | Breaking the Habit（單曲） | 觀眾票選大獎       | 獲獎 |
| 2007年 | What I've Done（單曲）     | 最佳音樂錄影帶剪接 | 提名 |
| 2007年 | What I've Done（單曲）     | 最佳導演           | 提名 |
| 2007年 | 聯合公園                   | 最佳團體           | 提名 |
| 2008年 | Shadow Of The Day（單曲）  | 最佳搖滾音樂錄影帶 | 獲獎 |
| 2008年 | Shadow Of The Day（單曲）  | 最佳音樂錄影帶執導 | 提名 |
| 2008年 | Bleed It Out（單曲）       | 最佳音樂錄影帶特效 | 提名 |

## TMF大獎
TMF大獎（TMF Awards）是每年舉辦的獎項，由The Music Factory頻道現場轉播。聯合公園目前共獲得兩項提名。
| 年份   | 獲提名             | 獎項     | 結果 |
| ------ | ------------------ | -------- | ---- |
| 2007年 | 末日警鐘 毀滅·新生 | 最佳專輯 | 提名 |
| 2007年 | 聯合公園           | 最佳搖滾 | 提名 |

## Much Music大獎
Much Music大獎（Much Music Awards）是每年舉辦的音樂獎項，由Channel V轉播。聯合公園目前共獲得一個獎項。
| 年份   | 獲提名               | 獎項                   | 結果 |
| ------ | -------------------- | ---------------------- | ---- |
| 2008年 | Bleed it Out（單曲） | 最佳國際團體音樂錄影帶 | 獲獎 |

## 資料來源
1. ↑  部分颁奖组织不只给一位获奖者颁奖，即设立冠军、亚军和季軍。由于这种情况不等于落败，故这类奖项的亚季军亦计入获奖总数。部分大奖的奖项没有事先公布名单，仅由评审团公布结果。为避免内容出错复杂化，列表中的所有大奖会假定设有提名名单。
2. 1 2 3 4 5 6 7  . Rock on the Net.   [2008-07-17]. （原始内容存档于2012-08-07）.
3. 1 2 3 4  . Ask Men.   [2008-07-17]. （原始内容存档于2006-01-05）.
4. 1 2  LiveDaily Interview: Linkin Park's Dave 'Phoenix' Farrell 的存檔，存档日期2007-01-12.
5. ↑  .   [2008-09-15]. （原始内容存档于2007-12-21）.
6. ↑  . Yahoo! Music.   [2008-07-17]. （原始内容存档于2007-08-17）.
7. ↑  . MTV.   [2008-07-17]. （原始内容存档于2010-04-03）.
8. ↑  . Rock on the Net.   [2008-07-18]. （原始内容存档于2013-10-16）.
9. ↑  Nager, Larry. . The Enquirer. 2002-01-06  [2008-07-18]. （原始内容存档于2012-09-01）.
10. ↑  . MTV Asia.   [2008-07-18]. （原始内容存档于2008-09-14）.
11. ↑  . MTV.   [2008-07-18]. （原始内容存档于2012-08-07）.

## 外部連結
- 官方網站 （页面存档备份，存于）